# آن شو
آن شو (بالإنجليزية: Ann Shaw)‏ هي عاملة إجتماعية أمريكية، ولدت في 21 نوفمبر 1921 في كولومبوس في الولايات المتحدة، وتوفيت في 5 مايو 2015 في لوس أنجلوس في الولايات المتحدة.